# أكوديم (إحنصالن)
أكوديم هو دُوَّار يقع بجماعة زاوية أحنصال، إقليم أزيلال، جهة بني ملال خنيفرة في المملكة المغربية. ينتمي الدوّار لمشيخة إحنصالن التي تضم 4 دواوير. يقدر عدد سكانه بـ 784 نسمة حسب الإحصاء الرسمي للسكان والسكنى لسنة 2004.

## روابط خارجية
- البوابة الوطنية للجماعات الترابية
- المندوبية السامية للتخطيط